# 2006年3月14日月食
| 半影月食 2006年3月14日                     | 半影月食 2006年3月14日 |
| ------------------------------------------ | ---------------------- |
| 挪威特隆赫姆，23:49 UTC                    |                        |
| 月球由右至左穿越地球半影的北部             |                        |
| 序列(序號和數目)                           | 113 (63)               |
| 持續時間 (hr:mn:sc)                        |                        |
| 半影月食                                   | 04:52:00               |
| Contacts                                   |                        |
| 半影食始                                   | 21:21:32 UTC           |
| 食甚                                       | 23:47:32               |
| 半影食終                                   | 02:13:32 UTC           |
| 顯示月球在室女座的地球影子內每小時的移動。 |                        |

2006年3月的月食發生在2006年3月14日，是一次半影月食，這次是2006年第一次的月食，第二次是發生在同年9月7日的月偏食。
該次月食是相當罕見的半影月全食，月球將整個進入地球半影範圍，並且完全與地球本影無接觸。
在21:21 UTC時，月亮開始進入地球半影，23:47 UTC時月亮達到食甚狀態，此時月亮完全在地球半影範圍，與地球本影無接觸。月亮離開地球半影時則在隔日3月15日的02:13 UTC時。
在該次之前的月食是2005年10月17日的月偏食。

## 可見地區

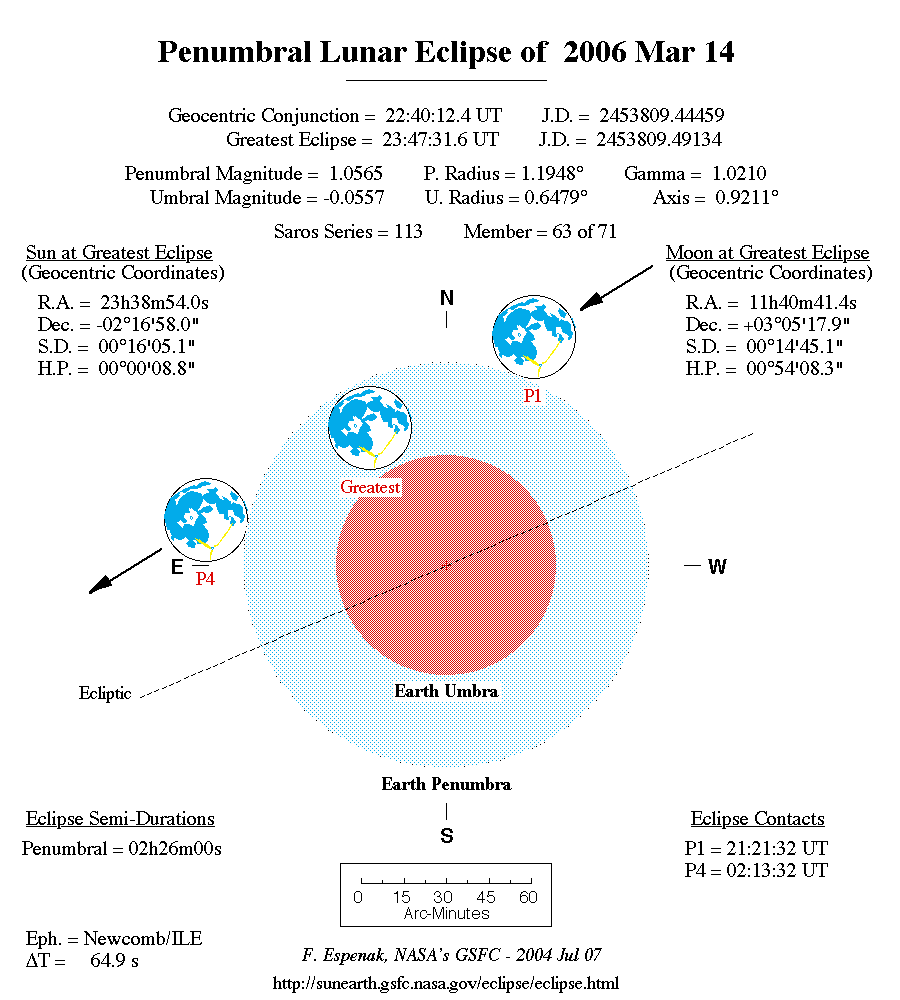
NASA公佈該次月食圖表

歐洲、非洲、西亞全境，以及中亞、南美洲巴西部份地區可見該次月食全部過程。西亞以外的亞洲地區（包含中亞部份地區、楚科奇半島、堪察加半島部份地區等）以及澳洲中、西部可見到月沒帶食。南美洲部份地區，以及北美洲地區（不包含阿拉斯加地區）可見到月出帶食。

這張模擬圖顯示在食甚時從月球表面中心點所能看見的地球。

### 地圖
本圖上顯示該次可以看見月食的地區。

## 相關的月食

### 太陰年（354天）
這次的月食是只有4個日月食的短期序列。太陰年的序列是相隔12個太陰月或354天（比實際的一年退移約10天）。由於這種日期的移動，地球的影子將會較前面那一年西移約11度。
| 2006年至2009年的月食序列 | 2006年至2009年的月食序列 | 2006年至2009年的月食序列 | 2006年至2009年的月食序列 | 2006年至2009年的月食序列 | 2006年至2009年的月食序列 | 2006年至2009年的月食序列 |
| ------------------------ | ------------------------ | ------------------------ | ------------------------ | ------------------------ | ------------------------ | ------------------------ |
| 降交點                   | 降交點                   | 降交點                   |                          | 升交點                   | 升交點                   | 升交點                   |
| 沙羅                     | 觀測 日期                | 月食 種類                | 沙羅                     | 觀測 日期                | 月食 種類                |                          |
| 113                      | 2006年3月14日            | 半影月食                 | 118                      | 2006年9月7日             | 月偏食                   |                          |
| 123                      | 2007年3月3日             | 月全食                   | 128                      | 2007年8月28日            | 月全食                   |                          |
| 133                      | 2008年2月21日            | 月全食                   | 138                      | 2008年8月16日            | 月偏食                   |                          |
| 143                      | 2009年2月9日             | 半影月食                 | 148                      | 2009年8月6日             | 半影月食                 |                          |
|                          |                          |                          |                          |                          |                          |                          |
| 上一序列                 | 2005年4月24日            | 2005年4月24日            | 上一序列                 | 2005年10月17日           | 2005年10月17日           |                          |
|                          |                          |                          |                          |                          |                          |                          |
| 下一序列                 | 2009年12月31日           | 2009年12月31日           | 下一序列                 | 2009年7月7日             | 2009年7月7日             |                          |

### 默冬章（19年）
默冬章是食的沙羅週期加上一個食年的陰陽合曆週期，因此在日曆上會出現相同的對應日期，而地球在天球上的投影或是影子，幾乎落在相同的星空背景上。
| 1. 2006年3月14日 - 半影月食 (113) 2. 2025年3月14日 - 月全食 (123) 3. 2044年3月13日 - 月全食 (133) 4. 2063年3月14日- 月偏食(143) | 1. 2006年9月7日 - 月偏食 (118) 2. 2025年9月7日 - 月全食 (128) 3. 2044年9月7日 - 月偏食 (138) 4. 2063年9月7日 - 半影月 (148) |
| | |

### 沙羅序列
這個食屬於第138月食沙羅序列83次月食的第29次。138序列的沙羅週期開始於1503年10月5日的半影月食，月偏食開始於1900年6月13日，月全食開始於2044年9月7日。最後一次月全食在2495年6月8日，月偏食在2603年8月13日，結束的半影月食在2982年3月30日。

## 外部連結
- 2006 Mar 14 chart: Eclipse Predictions by Fred Espenak, NASA/GSFC
- photo of partial [penumbral] eclipse on March 14th of 2006, Kennebunk, Maine